# Bergholz (Meklemburgia-Pomorze Przednie)
Bergholz – gmina w Niemczech, wchodząca w skład  Związku Gmin Löcknitz-Penkun w powiecie Vorpommern-Greifswald, w kraju związkowym Meklemburgia-Pomorze Przednie.